# مات دي أنجيلو
مات دي أنجيلو (بالإنجليزية: Matt Di Angelo)‏ هو ممثل ، ولد في 1 مايو 1987 بلندن في المملكة المتحدة.

## وصلات خارجية
- مات دي أنجيلو على موقع IMDb (الإنجليزية)
- مات دي أنجيلو على موقع ألو سيني (الفرنسية)
- مات دي أنجيلو على موقع ميوزك برينز (الإنجليزية)
- مات دي أنجيلو على موقع قاعدة بيانات الفيلم (الإنجليزية)
- مات دي أنجيلو على موقع كينوبويسك (الروسية)